# NGC 449
NGC 449 é uma galáxia espiral (Sb) localizada na direcção da constelação de Pisces. Possui uma declinação de +33° 05' 20" e uma ascensão recta de 1 horas, 16 minutos e 07,5 segundos.
A galáxia NGC 449 foi descoberta em 11 de Novembro de 1881 por Édouard Jean-Marie Stephan.